# 浦宿浜
浦宿浜（うらしゅくはま）は、宮城県牡鹿郡女川町にある大字。旧牡鹿郡浦宿浜、旧牡鹿郡女川村浦宿浜に相当する。郵便番号は986-2231。

## 地理
1926年（大正15年）4月1日に牡鹿郡女川村の町制施行に伴い設置され、女川町の西部、牡鹿半島の付け根に位置している。国道398号、JR石巻線沿いを中心に栄えており、住宅地や商店が点在する。北部は森林に覆われており石巻市雄勝町雄勝と、南部は万石浦に、西部は石巻市沢田と、東部は女川町の市街地と接する。生業は建設業が多く、他地区にみられる水産業従事者は比較的少ない。

### 小字
仙台地方法務局石巻支局の「牡鹿郡女川町登記所備付地図データ」（2024年10月5日時点）およびデジタル庁公表のアドレス・ベース・レジストリの「宮城県町字マスターデータセット」（2024年8月13日時点）および運輸局公表の「東北運輸局宮城運輸支局住所コード表」（2024年11月1日時点）によれば、沢田の小字は以下の通りである。
| 大字   | 小字       | 出典         | 出典         | 出典 |
| 大字   | 小字       | 町字マスター | 運輸局コード | 登記 |
| ------ | ---------- | ------------ | ------------ | ---- |
| 浦宿浜 | 字安住     | ○            | ○            | ○    |
| 浦宿浜 | 字浦宿     | ○            | ○            | ○    |
| 浦宿浜 | 字外山     | ○            | ○            | ○    |
| 浦宿浜 | 字寄木     | ○            | ○            | ○    |
| 浦宿浜 | 字供養     | ○            | ○            | ○    |
| 浦宿浜 | 字原       | ○            | ○            | ○    |
| 浦宿浜 | 字三郎浜   | ○            | ○            | ○    |
| 浦宿浜 | 字篠浜山   | ○            | ○            | ○    |
| 浦宿浜 | 字舟山     | ○            | ×            | ○    |
| 浦宿浜 | 字十二神   | ○            | ○            | ○    |
| 浦宿浜 | 字小屋ノ口 | ○            | ○            | ○    |
| 浦宿浜 | 字石ノ田   | ○            | ○            | ○    |
| 浦宿浜 | 字折下     | ○            | ○            | ○    |
| 浦宿浜 | 字袖山     | ○            | ○            | ○    |
| 浦宿浜 | 字大山     | ○            | ×            | ○    |
| 浦宿浜 | 字大沢     | ○            | ○            | ○    |
| 浦宿浜 | 字大渡     | ○            | ×            | ○    |
| 浦宿浜 | 字竹ノ迫   | ○            | ×            | ○    |
| 浦宿浜 | 字中崎     | ○            | ×            | ○    |
| 浦宿浜 | 字天王     | ○            | ○            | ○    |
| 浦宿浜 | 字土佐窪   | ○            | ×            | ○    |
| 浦宿浜 | 字尾田峯   | ○            | ○            | ○    |
| 浦宿浜 | 字浜田     | ○            | ○            | ○    |
| 浦宿浜 | 字茂附山   | ○            | ×            | ○    |
| 浦宿浜 | 字門前     | ○            | ○            | ○    |
| 浦宿浜 | 字蓬田     | ○            | ○            | ○    |

#### 明治期の小字
宮城県各村字調書によると明治17,18年頃の浦宿浜の小字は以下の通りである。
- 大沢
- 安住
- 板橋
- 十二神山
- 小屋口
- 外山
- 岩崎
- 平沢
- 五合田
- 浜田
- 河淵
- シト
- クルミ田
- ヨモキ田
- 五百刈
- 浜淵
- 大沢供養
- 寄木前
- ヒチリ
- 柴畑
- 森
- 石ノ田
- 入山
- 小池
- 河畑
- 河原
- 折ノ下
- トロ
- 向畑
- 篠浜
- 天王
- 中畑
- 原
- 門前
- 堀淵
- 浦宿
- 種森
- 大山
- 船山
- 萩紫
- 山
- 口山
- 大後
- 大池迫
- 三郎浜
- 竹ノ迫
- 黒森
- 鶴巻山
- 黍畑
- 飛鳥
- 目曲
- 中崎
- 柏砂峯
- 茶ノ久
- 尾田峯
- 瓜畑
- 茂付
- 藤元
- 赤井田
- 逆浜
- ドゝロ
- 土佐窪

### 地価
2020年（令和2年）時点での浦宿浜字浦宿24番3での公示地価は14,400円/m2に、浦宿浜字石ノ田17番15での公示価格は18,100円/m2になっている
。

## 歴史
- 2019年（令和元年）12月28日 - 土地区画整理事業が実施され、町内の字・町名が変更[9]。これに伴い、小乗浜字小乗の一部、浦宿浜字十二神の一部が浦宿浜字小屋ノ口に編入、鷲神浜字内山の一部、女川浜字女川の一部、浦宿浜十二神の一部が浦宿浜字門前に編入[9]。

### 浦宿浜の由来
浦宿浜は域内に浦宿浜屋敷と呼ばれた集落を形成しており、石巻街道の宿場町として栄えていたため、万石浦に所在する宿場町ということから名付けられたとされる。

## 施設
- 五十鈴神社
- 板橋山照源寺
- 卜嶺山渓秀院
- マリンパル女川おさかな市場
- 宮城県立支援学校女川高等学園

## 交通

### 道路・橋梁
- 国道398号
- 宮城県道41号女川牡鹿線
- 林道夜ヶ森線[11]

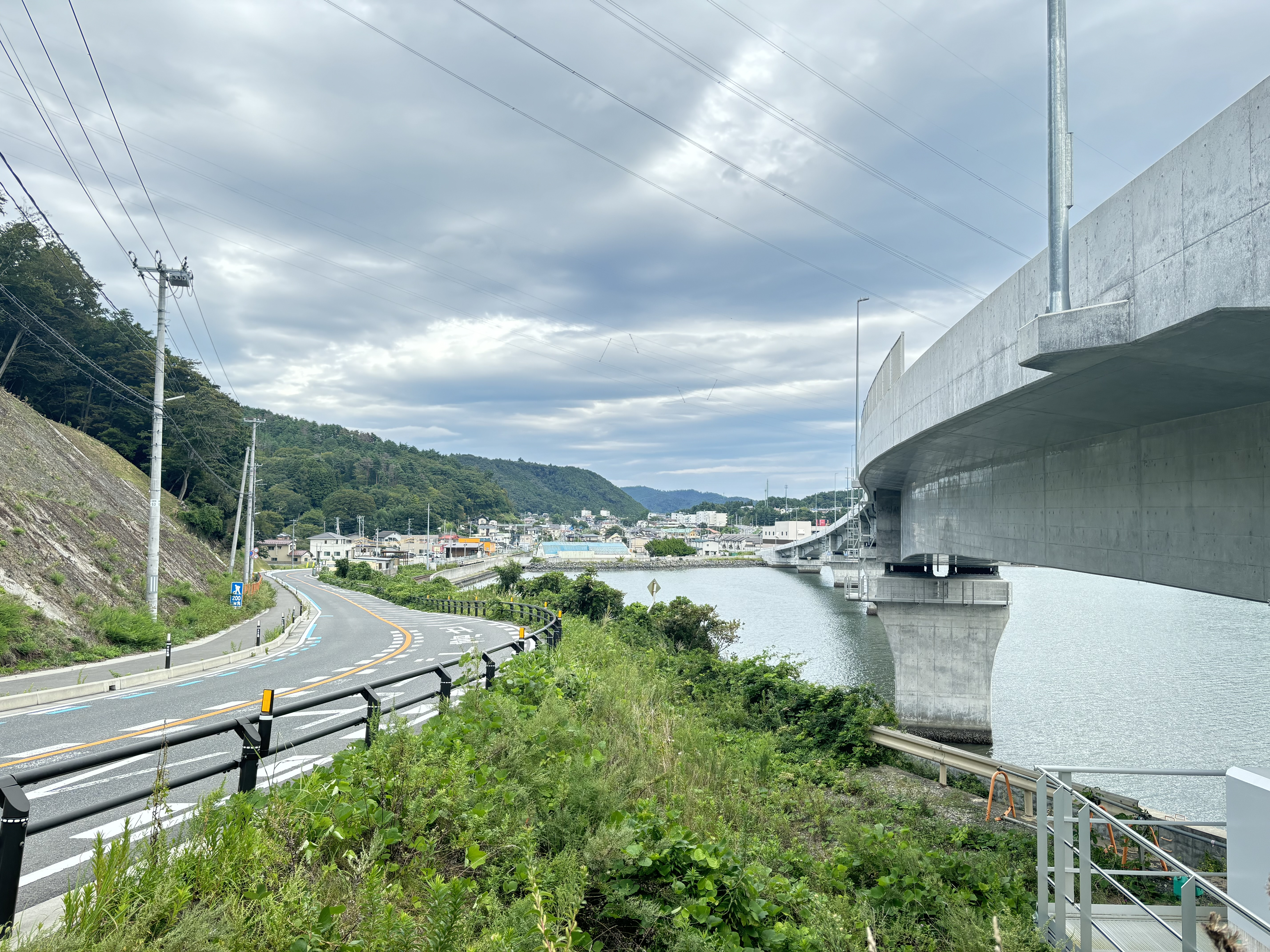
写真左にある道路が国道398号、写真中央が浦宿浜の集落、写真右にある橋梁が浦宿橋である。

- 浦宿橋：宮城県道240号石巻女川線にある橋で2022年3月24日より一般開放された[12]。

### バス
- ミヤコーバス[13]
  - 女川線[14]
- 女川町町民バス
  - 安住・針浜線[15]
  - 浦宿・旭が丘線[15]

### 鉄道
- 浦宿駅（JR石巻線）

## 学区
公立ならば、小学校は女川町立女川小学校へ、中学校は女川町立女川中学校へ進学する。

## 人口
2020年（令和2年）12月末時点での人口は以下の通りである。
| 行政区  | 世帯数  | 男    | 女    | 計    |
| ------- | ------- | ----- | ----- | ----- |
| 大沢    | 68世帯  | 79人  | 69人  | 148人 |
| 浦宿1区 | 203世帯 | 176人 | 224人 | 400人 |
| 浦宿2区 | 351世帯 | 331人 | 247人 | 578人 |
| 浦宿3区 | 89世帯  | 82人  | 93人  | 175人 |

## 東日本大震災
浦宿浜での東日本大震災の震度は概ね5弱、全壊（流出）4戸、大規模半壊12戸、半壊（床上浸水）64戸、一部損壊（床下浸水）72戸などの被害を被った。
以下は2012年12月時点での域内の人的被害の統計である。
| 世代と性別 | 犠牲者 | 死亡率 | 当時の人口 |
| ---------- | ------ | ------ | ---------- |
| 男性       | 4人    | 0.50%  | 806人      |
| 女性       | 8人    | 1.04%  | 772人      |
| 15歳未満   | 0人    | 0.00%  | 205人      |
| 15 - 64歳  | 7人    | 0.76%  | 927人      |
| 65歳以上   | 5人    | 1.14%  | 440人      |
| 合計       | 12人   | 0.76%  | 1,578人    |